# لاكتولوز
لاكتولوز أو لَكْتيُولوز أو لكتولوز (بالإنجليزية: Lactulose)‏ هو سكر لا يُمتَصّ يُستَخدم لمعالجة الإمساك والاعتلال الدِّماغيّ الكبديّ. يؤخذ فمويًّا لمُعالجة الإمساك وعن طريق المُستقيم أو فمويًّا لمُعالجة الاعتلال الدِّماغيّ الكبديّ، ويبدأ تأثيره بعد ثمانٍ إلى إثني عشر ساعة لكن قد يأخذ يومين لتخفيف الإمساك.
من آثاره الجانبيّة الشَّائعة التَطَبُّل البَطنيّ والمَعَص، وهناك احتمال لحدوث مَشاكل بالكهارِل كنتيجة للإسهال الَّذي يسبِّبه. لم يُعثَر على دليل يُبيِّن أذيَّته على الجنين خلال الحمل، ويعتبر آمنًا عُمومًا خلال الإرضاع. ويُصَنَّف كمُليِّن تَناضُحيّ.
صُنِع اللَّاكتولوز أوَّل مَرَّة في عام 1929م وَاستُخدِم طبيًّا منذ الخمسينيَّات من القرن العشرين (~1950). وأصبح ضمن قائمة الأدوية الأساسيَّة النَّموذجيَّة لمنظَّمة الصِّحَّة العالميَّة، وهي أكثر الأدوية أمانًا وفاعليَّة في نظام الرِّعاية الصِّحيَّة. يتوفَّر كعلامة تجاريَّة وبأسماء تجاريَّة جَنيسة، وقد بيع في بُلدان عديدة بحوالي 16‚0$ دولار أمريكي لكل 15مل من الشَّراب (10غرام من اللَّاكتولوز) في 2015م، في حين يكون ثمنه في الولايات المتّحدة حوالي 63‚0$ دولار أمريكيّ. يُصنَع اللَّاكتولوز من اللَّاكتوز (سُكَّر الحليب)، المُكوَّن من سُكَّرين بسيطَين هُما غالاكتوز وغلوكوز.

## الاستعمالات الطبية

### الإمساك
استعمل اللَّاكتولوز لمُعالجة الإمساك المُزمِن عند المرضى بكلِّ الأعمار كعلاج طويل الأمد؛ لذلك استُعمِل لعلاج الإمساك المُزمن مَجهول السَّبَب (إمساكٌ مُزمنٌ يحدث دون أيِّ سببٍ واضح) ولمُعاكسة الإمساك النَّاجم عن أَفيونيَّات المَفعول وللمُعالجة الأعراضيَّة للبواسير باعتباره مُليِّنًا بِرازيًّا.
تُعَيَّن جرعة اللَّاكتولوز للإمساك المُزمن مَجهول السَّبَب اعتمادًا على شِدَّة الإمساك والتأثير المَرغوب؛ فيمكنه العمل كمُليِّن بِرازيّ خفيف وصولًا لإحداث الإسهال اعتمادًا على الجرعة. وتُقلَّل الجرعة في حالة وُجود الغالاكتوز في الدَّم كأغلب المُستحضرات الحاوية على السُّكَّر الأُحادي «غالاكتوز» نتيجة عمليَّة التصنيع.
يستعمل لعلاج الإمساك التالٍ للإنجاب بجرعة مبدئيَّة 15 مل/اليوم ثمَّ بجرعة يوميَّة مُقسَّمة 5~15مل/الوقت حسب الحاجة والحالة، ويعدُّ علاجًا آمنًا للإمساك التالٍ للإنجاب. في حين تكون الجرعة الاعتياديَّة للبالغين 30مل كجرعة واحدة أو مُقسَّمة (15مل كل 12 ساعة أو 10مل كل 8 ساعات)، وتكون بالنِّسبة للرُّضَّع 1–3 مل\كغ\يوم ÷ مرتين في اليوم والأطفال (حوالي 10غ/15مل في اليوم) 1–3 سم³\كغ\يوم ÷ مرتين في اليوم.

### فرط أمونيا الدم
يُفيد اللَّاكتولوز في عِلاج فرط أمونيا الدم (نسبة أمونيا (النَّشادَر) عالية في الدَّم) الَّتي قد تؤدِّي لاعتلال كبدي دماغي؛ بحيث يُساعِد اللَّاكتولوز في احتباس الأمونيا (NH3) في القولون والارتباط به، يقوم بذلك باستعمال نَبيت الأمعاء لتحميض القولون وتحويل الأمونيا حُرَّة الانتشار إلى الأمونيوم (NH4+) الَّذي لا يستطيع الانتشار نحو الدَّم. ويفيد أيضًا في منع فرط أمونيا الدَّم النَّاجم كأثر جانبيّ لإعطاء حمض الفالبرويك.
يتطلَّب جرعات فمويَّة عالية نسبيًّا ثلاثة أو أربعة مَرَّات في اليوم من اللَّاكتولوز لعلاج الاعتلال الكبدي الدماغي، يترافق العلاج بحدوث نوبات من الإسهال تَطَبُّل البَطن كآثار جانبيَّة. ويحتاج الأشخاص اللذين يأخذون اللاكتولوز في هذه المرحلة لأن يلبسوا حِفاظ البالغين وبنطال بلاستيكي لأيّ نشاطٍ سيفعلونه خارج المنزل أو في اللَّيل (مع واقٍ للفراش لتغطية السَّرير) لأنَّ الإسهال قد يحدث بسرعة ودون أيّ سابق إنذار.

### فرط نمو بكتيريا الأمعاء الدقيقة
يُستعمل اللَّاكتولوز لفحص فرط نمو جراثيم المِعَى الدقيق، وأصبحت الاعتماديَّة على هذا الفحص للتشخيص محلَّ سؤالٍ. وتُعطى كمِّيَّات كبيرة منه عند اختبار جزيء غاز الهيدروجين في النَّفَس؛ فيكون الاختبار إيجابيًّا إذا ازداد الهيدروجين في الزَّفير قبل الوقت المتوقَّع لعمليَّة هضم طبيعي من قبل الخلايا المُستَعمِرة، وقد افترَضت نتيجة سابقة أنَّ الهضم يحدث ضمن المِعى الدَّقيق. التفسير البديل للاختلافات في النَّتائج هو التَّفاوُت في زمن عُبور الأجسام المَفحوصة للأمعاء الدَّقيقة.

### فئات خاصة من النَّاس
لا دليل على أذيَّة الطفل عند استخدامه خلال الحمل، ويعتبر آمنًا عُمومًا خلال الإرضاع.

## الآثار الجانبية
الآثار الجانبيّة الأكثر شيوعًا هي مَعَص البطن والقرقرة وتطبُّل البطن، ولا تعدُّ الجرعة المُفرطة عند الأشخاص الطبيعيين مُهدِّدة للحياة. ومن الآثار الجانبيّة غير الشَّائعة الغَثَيان والقُياء. وبالنسبة للأشخاص الحسَّاسين كالمُسنِّين أو ذوي الوظيفة الكُلْويَّة المُتراجِعة فإنَّ الجرعة المُفرطة من اللَّاكتولوز قد تؤدِّي للتَجفاف واضطِّرابات الكهارِل كنقص مغنيسيوم الدم. لا يسبِّب تناول اللَّاكتولوز زيادة في الوزن لأنَّه لا يُهضَم ولا قيمة غذائيَّة له، وقليلًا ما يسبِّب تَسوُّس الأسنان بعكس السكروز.

## آلية العمل
اللاكتولوز هو سكر ثنائي، يتكون من جزيءٍ واحد من السُّكريات الأحاديّة الفركتوز والجالاكتوز. يوجد بشكلٍ طبيعيّ في الحليب الخام ولكنهُ من نواتج العمليّات الحراريّة، أي كُلما زادت الحرارة، زادت كمية هذه المادة (من 5‚3 ملغ/لتر في الحليب المُبستر ذي الحرارة المنخفضة إلى 744 ملغ/لتر في حاوية الحليب المُعقم). يُنتج اللاكتولوز تجاريًّا عبر مصاوغة اللاكتوز.
لا يُمتص اللاكتولوز في الأمعاء الدقيقة ولا يتفكك بواسطة الإنزيمات البَشرية، وبالتالي يبقي في اللقمة الهضمية خلال مُعظم مساره، مما يُسبب احتباسًا للماء بواسطة الخاصية التناضُحيَّة، وبالتالي يَنتج بُراز لَين سَهل العبور. يمتلك اللاكتولوز تأثيرًا مُلينًا ثانويًا في القولون، حيثُ يتخمرُ اللاكتولوز في القولون بواسطة النبيتات الجرثومية المعوية، فينتِجُ مستقلباتٍ ذات قوة تناضُحيَّة وتأثيرٍ محفزٍ للحركة الدودية (مثلَ الأسيتات)، ولكن الميثان المُنتج يؤدي إلى إطلاق الريح.
يُستقلب اللاكتولوز في القولون (الأمعاء الغليظة) بواسطة مجهريات البقعة، فيتحول إلى أحماضٍ دهنية قصيرة السلسلة، وتتضمن حمض اللبنيك وحمض الخليك، والتي بدورها تُفكِك جزئيًا وتزيد من حموضة مُحتويات الأمعاء الغليظة (تزيد تركيز أيونات الهيدروجين (H+) في القناة الهضمية). هذا يُساعد في تشكيل الأمونيوم (NH4+) غير القابل للامتصاص من الأمونيا (NH3)، وبالتالي حصر الأمونيا في الأمعاء الغلظية وتقليلُ تركيزها في البلازما بفعاليَّة، لذلك يُعتبر اللاكتولوز فعالًا في علاج الاعتلال الدماغي الكبدي، وخصيصًا فهو فعال في الوقاية الثانوية من الاعتلال الدماغي الكبدي في الأشخاص المُصابين بتليف الكبد. علاوةً على ذلك، فقد أظهرت دراساتٌ حديثة وجودَ تحسنٍ في الوظائف المعرفية لدى الأشخاص الذين يعانون من تليف الكبد مع حدٍ أدنى من الاعتلال الدماغي الكبدي، ويُعالجون باللاكتولوز.

## الثقافة والمجتمع

### الاسم
لاكتولوز هو اسم دولي غير مسجل الملكية، ويُباع تحتَ أسماء تجارية مختلفة.

### التكلفة
يتوافر اللاكتولوز على شكلِ دواءٍ جَنِيسٍ (دواءٍ مُكافئ)، سعر الجُملة له حوالي 18‚0$ دولار أمريكي لكل جرعة 15 مل. وتُباع في الولايات المتحدة 30 جرعة من الشكل السائل له بحوالي 20 دولار أمريكي.

### التوافرية
اللاكتولوز مُتاح دون وصفة طِبية في معظم البُلدان، ولكنُه بحاجة لوصفة طبية في الولايات المتحدة ونيجيريا والنمسا.

### المضافات الغذائية
يشيع استعمال اللاكتولوز كمضافٍ غذائي، لتحسين الطَّعم وتعزيز الانتقال المعوي.

## التخزين
يُخزَّن اللاكتولوز بدرجة حرارة 15—30°م (59—86°ف).

## روابط خارجيّة
- اللاكتولوز، على موقع الطبي.